# 南宁号导弹驱逐舰
“南宁”号导弹驱逐舰（舷号162）简称“南宁”舰，是052D型导弹驱逐舰十七号舰，现服役于中国人民解放军海军南部战区海军驱逐舰第二支队。此舰乃是052D型导弹驱逐舰加长版的第四艘，也是“驱二支”所接收的第二艘052D型导弹驱逐舰。“南宁”舰由江南造船负责建造，排水量较052D基础型增加了500吨，其最大的改进之处就在于更换了可捕捉隐身战机的517C米波反隐身雷达、舰尾直升机甲板拉长约4米，以便直-20上舰、优化舰载指挥系统和数据链系统以适应体系化作战，增加舰首缆孔。

## 服役活动
2023年1月10日，解放军海军162号“南宁”舰与574号“三亚”舰、887号“微山湖”舰编为第四十三批护航舰队，从广东省湛江市起航，赴亚丁湾海域执行护航任务，任务期为2023年2月5日至2023年6月2日，中途应他国邀请，在他国军港停靠並参加军事演习，暂未回港。
2023年2月9日，解放军海军“南宁”舰应巴基斯坦海军邀请，抵达巴基斯坦卡拉奇港，参加「和平-23」多国海上联合军事演习。
2023年2月17日至25日，应阿联酋军方邀請，解放军海军“南宁”舰赴阿联酋參加阿布扎比国际海事防务展。

### 舰员名字
舰长 仇茂轩